# Marc Boettcher
Marc Boettcher (* 12. April 1965 in Berlin) ist ein deutscher Filmemacher, Produzent, Autor, Dramaturg und Schauspieler.

## Leben
Marc Boettcher machte zu Beginn der 1980er Jahre sein Abitur in Berlin-Charlottenburg. In jener Zeit drehte er Super-8-Filme und gewann 1982 mit dem Film Das tödliche Telefon beim 2. Bundesweiten Schülerfilmfestival in Hannover den Zuschauerpreis.
Parallel zu seinem Studium der Germanistik und der Theaterwissenschaft an der Freien Universität Berlin (1982–1988), das er mit einer später veröffentlichten Magisterarbeit über Henrik Ibsen abschloss, absolvierte er eine Schauspielausbildung. 1987 war er Regiehospitant von Götz Friedrich an der Deutschen Oper Berlin. In diese Zeit fielen erste kleine Auftritte in Kinoproduktionen wie Fatherland von Ken Loach und Das Spinnennetz von Bernhard Wicki.
1988 ging Boettcher als Dramaturg, Schauspieler und Regisseur an das Stuttgarter Theater im Westen. Dort hatte er als Bleichenwang in der Komödie Was ihr wollt von William Shakespeare sein Schauspieldebüt. Ein Jahr später folgte er einem Angebot an das Lübecker Stadttheater. Nach dem Mauerfall zog er 1989 zurück nach Berlin und begann dort seine Tätigkeit als freischaffender Künstler und Journalist mit ersten Print- und Hörfunkbeiträgen. Seitdem ist er auch als Synchronautor und -regisseur tätig, so u. a. bei Eine unanständige Frau, Heinrich V., bei diversen Walt-Disney-Produktionen und Fernsehserien wie Perry Mason, Eine himmlische Familie, Men in Trees, Rosewood, Der Name der Rose, oder English Teacher, die Filmproduktionen des italienischen Starregisseurs Luca Guadagnino We are who we are, Call Me by Your Name und Queer, sowie Kino-Highlights wie God’s Own Country, Dark Places – Gefährliche Erinnerung, Als wir tanzten und Eisenstein in Guanajuato von Peter Greenaway.
1992 gründete er das Theater kunstgriff e. V.
1998 erschien seine Biografie über die 1969 verstorbene Chansonsängerin Alexandra. Im Jahr darauf produzierte Boettcher mit seiner Produktionsfirma MB-Film das Porträt Alexandra – Die Legende einer Sängerin. 2003 veröffentlichte er ein Buch und einen Film über den Hamburger Komponisten und Orchesterleiter Bert Kaempfert (1923–1980). 2006 war Boettchers Dokumentation über die dänische Sängerin Gitte Hænning für den Adolf-Grimme-Preis, den NRW-Kulturpreis sowie den Norddeutschen Filmpreis nominiert und erhielt das Filmprädikat „Wertvoll“ der Deutschen Film- und Medienbewertung (FBW) in Wiesbaden.
2011 hatte Boettchers Kinoporträt Sing! Inge, Sing! – Der zerbrochene Traum der Inge Brandenburg beim 22. Internationalen Filmfest in Emden seine Uraufführung. Auch dieser Film wurde mit dem Prädikat „Wertvoll“ ausgezeichnet, die auf 52 Minuten gekürzte TV-Fassung wurde für den Adolf-Grimme-Preis 2013 nominiert. Sowohl der Soundtrack auf CD als auch die DVD mit der Langfassung des Films erhielten den „Preis der deutschen Schallplattenkritik“.
Zu ihrem 20-jährigen Bühnenjubiläum realisierte Boettcher auf Wunsch von AnNa R. und Peter Plate das einstündige TV-Special Rosenstolz – Wir sind Wir! Die Erfolgsgeschichte eines Popduos für den Norddeutschen Rundfunk, das 2011 erstmals im Ersten Programm der ARD zu sehen war.
Im Jahr 2016 veröffentlichte Boettcher die Biographie Sing! Inge, Sing – Der zerbrochene Traum der Inge Brandenburg. 2018 schrieb Boettcher ein ausführliches Kapitel über die polnisch-jüdische Sängerin Belina für die Biografie Siegfried Behrend – Stationen, herausgegeben von Helmut Richter.
2019 gab Boettcher als Musikproduzent mit dem Label Unisono-Records die CD I Love Jazz zum 20. Todestag von Inge Brandenburg heraus und wurde abermals für den „Preis der deutschen Schallplattenkritik“ nominiert.
2021 folgte erneut eine Nominierung zum „Preis der deutschen Schallplattenkritik“ für den von Unisono-Records und Boettcher produzierten Soundtrack Belina – Music For Peace zu dem gleichnamigen Dokumentarfilm des Berliner Filmemachers, der wiederum von der FBW mit dem Prädikat „Wertvoll“ ausgezeichnet wurde. Dieser feierte am 6. Oktober beim 30. Jüdischen Filmfestival in Wien seine Uraufführung, gefolgt von der Deutschlandpremiere anlässlich des 38. Kasseler Dokfestes im November 2021.
Nach weltweiten Aufführungen wurde der Film am 18. Oktober 2022 bei den 2. Filmtagen Oberschwaben in Ravensburg mit dem Frauen-Preis Soroptimist als bester Film ausgezeichnet.

## Bücher
- Henrik Ibsen – Zur Bühnengeschichte seiner Gespenster. Peter Lang Verlag, Frankfurt am Main 1989, ISBN 3-631-42166-4.
- Alexandra – Ihr bewegtes Leben …, Knaur Verlag, München 1998, ISBN 3-426-60757-3.
- Stranger In The Night – die Bert Kaempfert Story. Europäische Verlagsanstalt, Hamburg 2002, ISBN 3-434-50523-7.
- Alexandra – die Legende einer Sängerin. Parthas Verlag, Berlin 2004, ISBN 3-936324-10-7.
- SING! INGE, SING! – der zerbrochene Traum der Inge Brandenburg. Parthas Verlag, Berlin 2016, ISBN 978-3-86964-113-3.
- Siegfried Behrend – Stationen. Hrsg. Helmut Richter, 2. erweiterte Ausgabe 2018, ISBN 978-3-7460-5652-4.

## Filme
- Alexandra – Die Legende einer Sängerin. 90 min, 1999 (auch auf DVD erhältlich, ARD-Video Hamburg)
- Strangers In The Night – die Bert Kaempfert Story. 120 min, 2003 (auch auf DVD erhältlich, Sprachen E/D, ARD-Video Hamburg)
- Ich will alles – die Gitte Haenning Story. 120 min, 2006 (auch auf DVD erhältlich, Sprachen E/D, ARD-Video Hamburg)
- Sing! Inge, Sing! – Der zerbrochene Traum der Inge Brandenburg. 117 min, 2011 (Kinoverleih: Edition Salzgeber, auch auf DVD erhältlich)
- Rosenstolz – Wir sind Wir! Die Erfolgsgeschichte eines Popduos. 58 min, 2011 (eine Produktion des NDR)
- Die deutsche Lady Jazz – Inge Brandenburg (La lady allemande du jazz). 53 min, 2012 (eine Produktion von NDR-Arte)
- Belina – Music For Peace. 94 min, 2021 (eine Produktion von MB-Film)